# Pere Nadal Tortajada
Nadal  Tortajada est un nom espagnol. Le premier nom de famille, en général paternel, est Nadal ; le second, en général maternel, souvent omis, est Tortajada.
Pere Nadal Tortajada, né en 1921 à Barcelone et mort en 1989 dans la même ville, est un gardien de rink hockey espagnol des années 1940.

## Parcours
Il joue en tant que gardien. Il évolue au Skating Hockey Club, au CP Barcelone et l' UHC Barcelone. Avec ce dernier club, il est champion d'Espagne en 1945. En 1946, il signe au RCD Espanyol, où il joue jusqu'en 1950, et y gagne quatre Championnats de Catalogne et trois d'Espagne. Il termine sa carrière au FC Barcelone.
En 1947, il fait partie de la première sélection espagnole de l'histoire, qui termine en troisième position au Championnat du Monde. En 1950, il est vice-champion du monde.
En tant qu'entraîneur, il dirige le FC Barcelone, avec lequel il gagne le championnat espagnol en 1953. Il est entraîneur de la sélection espagnole, avec le sélectionneur Francesc Platon. Il entraîne le CD Femsa de Madrid pendant quatre saisons. Il entraine pas la suite l'équipe de Castilla et pendant les années soixante-dix le Picadero.

## Palmarès
Union Club
- Championnat d'Espagne:
  - 1945

RCD Espagnol
- Championnat de Catalogne:
  - 1947, 1948, 1949, 1950
- Championnat d'Espagne:
  - 1947, 1948, 1949

FC Barcelone (entraîneur)
- Championnat d'Espagne:
  - 1953